# 광저우 지하철 9호선
광저우 지하철 9호선(广州地铁9号线)은 중국 광둥성 광저우에 있는 바이윈 구의 가오쩡 역에서 화두 구의 페이어링 역 구간을 연결하는 지하철 노선으로  연두색 라인 이다. 이 노선은 2017년 12월 28일에 개통되었습니다. 그리고 더 특이한것은 원래는 광저우 지하철은 대부분 차량기지는 지상에 있지만 9호선과 공사중인 13호선 차량기지는 다른 노선과 달리 지하에 있어서 지상구간이 아에 없는 호선이기도 하다.

## 개요
- 개업일: 2017년 12월 28일
- 지상 구간 없음, 전 구간 지하
- 차량기지: 비아링 차량사업소 (지하에 위치함)
- 차량: 6량 1편성

## 역 목록
| 번호  | 역명          | 중국어       | 영어표기                        | 영업거리 | 환승                                  | 위치     |
| ----- | ------------- | ------------ | ------------------------------- | -------- | ------------------------------------- | -------- |
| 9호선 |               |              |                                 |          |                                       |          |
| 911   | 가오쩡 역     | 高增站       | Gaozeng                         |          | ■ 3호선                               | 바이윈구 |
| 910   | 칭탕 역       | 清塘站       | Qing Tang                       |          |                                       | 화두구   |
| 909   | 칭부 역       | 清㘵站       | Qingbu                          |          |                                       | 화두구   |
| 908   | 롄톈 역       | 莲塘站       | Liantang                        |          |                                       | 화두구   |
| 907   | 마안산공원 역 | 马鞍山公园站 | Ma'anshan Park                  |          | ■ 18호선 (공사중)                     | 화두구   |
| 906   | 화두광장 역   | 花都广场站   | Huadu Square                    |          |                                       | 화두구   |
| 905   | 화궈산공원 역 | 花果山公园站 | Huaguoshan Park                 |          |                                       | 화두구   |
| 904   | 화두루 역     | 花都路站     | Huadu Lu                        |          |                                       | 화두구   |
| 903   | 광저우 북역   | 广州北站     | Guangzhou North Railway Station |          | ■ 24호선 (공사중) 광저우 북역 화두 역 | 화두구   |
| 902   | 화두치처청 역 | 花都汽车城站 | Huadu Auto City                 |          |                                       | 화두구   |
| 901   | 페이어링 역   | 飞鹅岭站     | Fei'eling                       |          |                                       | 화두구   |

## 같이 보기
- 광저우 지하철